# Хельмюрс, Пер
Пер Йоэль Густаф Хельмюрс (швед. Per Joel Gustaf Hellmyrs; род. 18 марта 1983) — шведский игрок в хоккей с мячом.

## Карьера
Профессиональную карьеру начал в команде «Эдсбюн» в 2000 году. В 2004, 2005, 2006 и 2007 годах становился чемпионом Швеции.
Сезон 2007/08 провёл в казанской «Ракете».
После одного сезона вернулся в «Эдсбюн», где стал серебряным призёром чемпионата.
С 2009 по 2012 год выступал за «Болльнес».
Два сезона (2012—14) проводит в московском «Динамо». За два сезона провёл 60 игр, стал чемпионом (2013) и вице-чемпионом (2014) России.
С 2014 года снова защищает цвета «Болльнеса».
Участник чемпионатов мира 2007, 2008, 2009, 2010, 2012, 2013, 2014, 2015 и 2016 годов. Трёхкратный чемпион мира (2009, 2010, 2012) и пятикратный вице-чемпион (2007, 2008, 2013, 2014, 2015).